# Charles Pletinckx

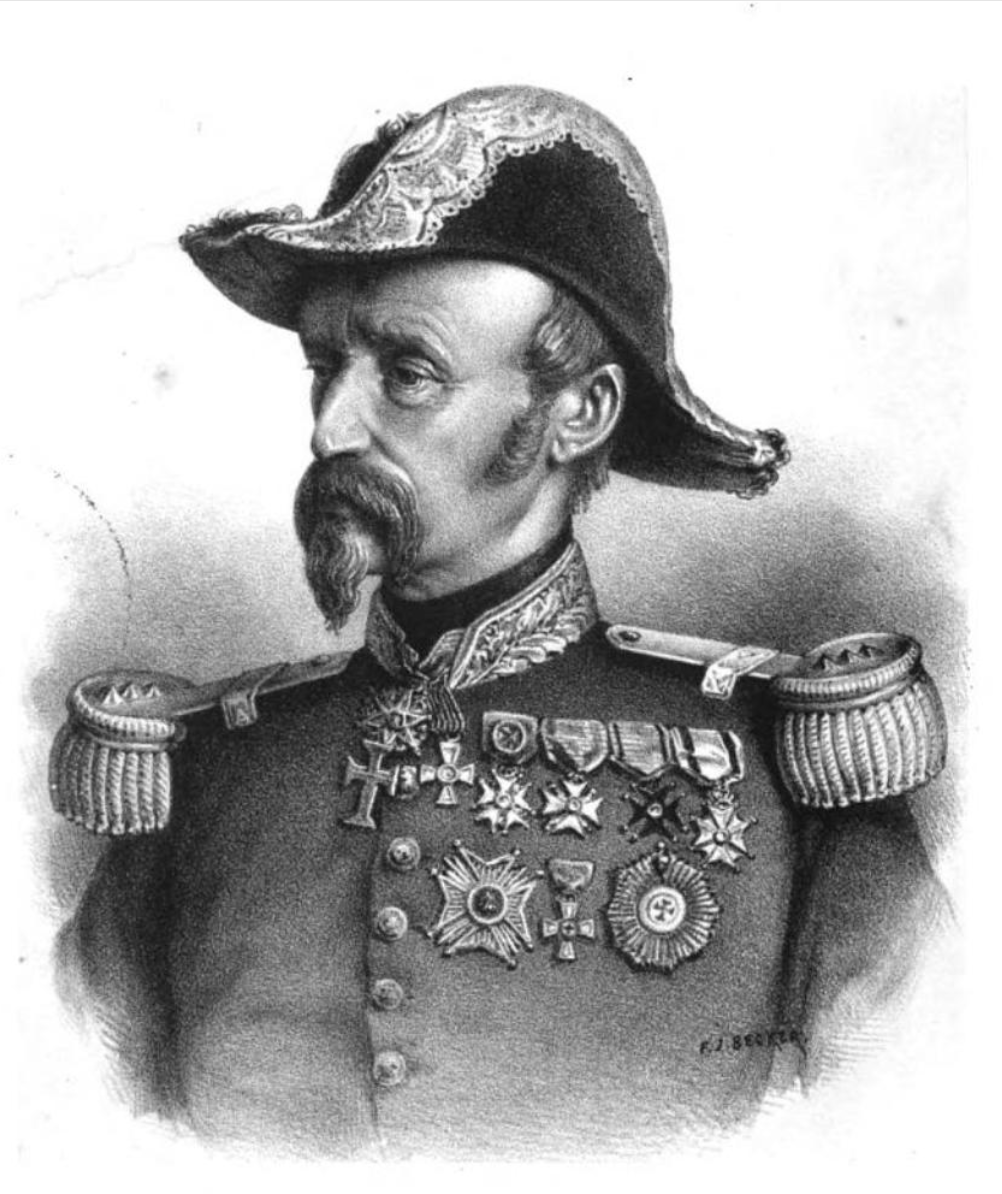
Portret door F.J. Becker

Charles Joseph Pierre Pletinckx (Brussel, 20 februari 1797 – Middelkerke, 15 augustus 1877) was een Belgisch revolutionair en militair.

## Leven
Louis Pletinckx, die in het Brabantse leger had gediend, en Marie Evers hielden café in de Anderlechtsesteenweg in Brussel. Hun zonen Pierre en Charles waren in de ban van de verhalen van hun oom Charles Evers, die het onder Napoleon Bonaparte tot luitenant-generaal en baron de l'Empire had gebracht. De oudste broer Pierre sneuvelde voor de Fransen in Hamburg en zijn andere broer Napoleon in Samarang. 

### In Nederlandse dienst
Als zeventienjarige nam Pletinckx op 10 maart 1814 dienst in het Nederlandse leger. Hij was kadet bij het 8e regiment huzaren en nam als maréchal des logis deel aan de Slag bij Waterloo, waarin hij zich onderscheidde door een stuk geschut buit te maken. In 1819 werd hij gepromoveerd tot onderluitenant bij de kurassiers te Utrecht. Daar werd hij onder de vleugels genomen door generaal Jozef van Geen, een Gentenaar. Hij volgde Van Geen naar het Koninklijk Nederlandsch-Indisch Leger en werd in 1820 zijn ordonnantie-officier bij de huzaren op Java. In 1824 keerde hij terug naar de Nederlanden, maar hij kon niet aarden. Vanwege last met zijn gezondheid en frustratie over het uitblijven van bevordering, vroeg en verkreeg hij in 1827 zijn opruststelling. Hij trouwde met Marie Janssens uit Tienen, met wie hij een zoon en een dochter kreeg. In de Beierenstraat in Brussel baatten ze het Hôtel de la Paix uit.

### Belgische Revolutie
In 1830 nam de drieëndertigjarige Pletinckx deel aan de Belgische Revolutie. Na de aanval op vier textielfabrieken van 26 augustus ging hij met enkele anderen aandringen bij gouverneur Van der Fosse op de heroprichting van de Burgerwacht. Prompt werd hij aangesteld tot tweede in bevel, onder Emmanuel van der Linden d'Hooghvorst. Met zijn vriend Joseph Fleury-Duray en veel tromgeroffel ronselde Pletinckx manschappen, op wier uniform de driekleur verscheen. Het doet vermoeden dat ze een plan uitvoerden om onder het voorwendsel van beveiliging een prerevolutionaire militie op te zetten. Tijdens het bezoek van de prins van Oranje op 1 september weigerde de Burgerwacht een munitiewagen binnen te laten. Achteraf escorteerde Pletinckx de prins, die koel was ontvangen, terug naar Vilvoorde. 
In september sloot Pletinckx zich aan bij de republikeinse club Réunion centrale, die de gebeurtenissen in Brussel aanstuurde. De debatten en vergaderingen vonden plaats in de Salle des Beaux-arts van zijn hotel. Toen de gewapende strijd op het punt stond uit te breken, achtten de opstandelingenleiders zich kansloos tegen het 15.000 man sterke leger van prins Frederik en zochten ze een veilig heenkomen. Met zijn militaire ervaring en ambitie trad Pletinckx vanaf 19 september op het voorplan. Samen met de Franse arts-avonturier Ernest Grégoire wierp hij barricades op, koos posities uit, stelde geschut op en regelde verpleegposten. 
Op 22 en 23 september was Pletinckx haast onafgebroken in touw, sabel in de hand. Toen Rogier vernam dat de revolutionairen tijdens deze bloedige Septemberdagen stand hielden rond het Warandepark, keerde hij spoorslags terug met de Spaanse officier Juan Van Halen, die nu de leiding van de militaire operaties kreeg. Pletinckx werd zijn stafchef. Op 25 september leidde hij de derde kolom die langs de Leuvenseweg de troepen in het park aanviel. 's Avonds ging hij een afwijzend antwoord afleveren op een voorstel van de vijand, die hem prompt gevangen zette, zodat hij de terugtrekking van het koninklijk leger daags nadien niet meemaakte. Hij zat vast tegenover de Leuvensepoort en werd dan via Schaarbeek en Vilvoorde overgebracht naar een cel in Antwerpen, waar hij het gezelschap kreeg van de eveneens gearresteerde Edouard Ducpétiaux. Daardoor kon hij geen deel uitmaken van het Voorlopig Bewind, dat in die periode werd gevormd. Op 14 oktober kwam hij vrij bij een gevangenenruil op last van prins Willem, die de Belgische troon ambieerde.

### Tiendaagse Veldtocht
Na de onafhankelijkheid nam Pletinckx dienst in het Belgisch leger. Als kolonel van het eerste regiment lansiers diende hij het volgende jaar in het Scheldeleger onder generaal Marneffe. In Antwerpen werden op zijn aangeven zeventien militairen voor de Krijgsraad gebracht voor het beramen van een orangistisch complot. Hoewel de gebeurtenissen rond generaal Jacques Van der Smissen aantoonden dat de dreiging van een staatsgreep reëel was, werden ze vrijgesproken, wat Pletinckx in een delicaat parket plaatste. Tijdens de Tiendaagse Veldtocht kreeg hij bij Boutersem van Marneffe geen toestemming voor een manoeuver dat hem naar eigen zeggen glorie zou hebben gebracht. Verbitterd nam hij ontslag.

### Latere carrière
Hij werd commandant van de citadel van Namen (1831-1841) en was daarna in West-Vlaanderen gelegerd, waar hij in 1847 de Brugse voedselrellen onderdrukte. In 1857 dacht Charles de Brouckère aan Pletinckx toen Charles Petithan diende te worden opgevolgd aan het hoofd van de Brusselse burgerwacht. In de Frans-Duitse Oorlog van 1870 zorgde Pletinckx als vice-voorzitter van het Belgische Rode Kruis voor de ambulance in Sedan. Het leverde hem erkentelijkheid van de beide kampen op.

## Eerbetoon
Behalve zijn militaire onderscheidingen, kreeg Pletinckx in 1880 ook een nieuw aangelegde straat in Brussel naar hem vernoemd.

## Publicaties
- Appel à l'opinion, 1831, 37 p.
- Souvenirs révolutionnaires, 1857